# Maiquel Falcão
Maiquel José Falcão Gonçalves (Pelotas, 8 de março de 1981 — Pelotas, 23 de janeiro de 2022) foi um lutador de artes marciais mistas (MMA) brasileiro. Maiquel foi o vencedor do torneio do Bellator na categoria médios (até 84 kg), posteriormente perdendo a disputa do cinturão para Alexander Shlemenko.
Também ficou conhecido por envolver-se, juntamente com seu amigo agora ex-lutador de MMA Kauê Mena, em uma briga iniciada após agredir uma mulher um posto de gasolina em Camboriú, o que lhe rendeu uma demissão do Bellator e uma expulsão de sua então equipe Company Fight/RFT.

## Carreira no MMA

### Ultimate Fighting Championship
O presidente do UFC Dana White demitiu Maiquel Falcão em 2011 após acusação de agressão a mulher em 2002, na cidade de Pelotas (Rio Grande do Sul).
Falcão havia sido condenado a uma prisão domiciliar de 24 meses em 2002, devido a um processo por agressão a uma mulher em frente a uma boate, mas após 8 meses de pena, mudou de casa na garantia de seu advogado, e as autoridades brasileiras aprovaram. Depois de quatro dias de detenção, Falcão foi solto e dado um período de 18 meses de estágio.

### Problemas com a Justiça
Em 2013, o ex-lutador Maiquel Falcão assediou e agrediu uma jovem em um posto de gasolina de Balneário Camboriú, em Santa Catarina. O ato do ex-lutador desencadeou uma confusão generalizada, que foi registrada pelas câmeras de segurança do local. Falcão estava acompanhado de Kauê Mena, também lutador.
O circuito interno de segurança mostra o momento em que Maiquel Falcão se aproxima de forma desrespeitosa de uma cliente na loja de conveniências do posto, ela se afasta, reclama, e acaba agredida no rosto por Falcão. A menina sai, chama seus amigos e a briga começa dentro do estabelecimento e chegou a se estender para o pátio do posto.
Maiquel e Mena continuaram a brigar até que um adolescente consegue um pedaço de pau e parte pra cima fazendo ambos caírem desacordados. Os rapazes continuaram a agredir os atletas mesmo após os dois estarem no caídos no chão, inconscientes.
“Essa situação é lamentável. Tudo o que podemos fazer é esperar pela recuperação do Kauê Mena. Mas eu tenho que ser honesto e dizer que realmente me incomoda que está sendo relatado que Maiquel Falcão é um lutador do UFC. Nós o dispensamos em 2011 pela mesmo razão. Nós descobrimos que ele tinha uma acusação em seu registro por bater em uma mulher e o cortamos por causa disso”, disse Dana White.

### Bellator Fighting Championships
No começo de 2012, Falcão entrou para o Torneio de Médios da Sexta Temporada do Bellator. Ele enfrentou Norman Paraisy nas Quartas de Final no Bellator 61 e venceu por Decisão Unânime. Nas Semifinais, Maiquel enfrentou Vyacheslav Vasilevsky em 20 de abril no Bellator 66, ele venceu por Decisão Unânime. Ele enfrentou Andreas Spang na final no Bellator 69. Após ser atordoado no primeiro round, Falcão achou a distância correta e venceu a luta por Decião Unânime.
Falcão enfrentou Alexander Shlemenko em 7 de fevereiro de 2013 no Bellator 88 valendo o Cinturão Peso Médio do Bellator. Perdeu por nocaute no segundo round.

## Morte
Foi morto a facadas, aos 40 anos, em Pelotas, no Rio Grande do Sul, na madrugada do dia 23 de janeiro de 2022.

## Cartel no MMA
| Cartel no MMA   |             |             |
| 58 lutas        | 40 vitórias | 17 derrotas |
| Por nocaute     | 28          | 13          |
| Por finalização | 5           | 4           |
| Por decisão     | 7           | 0           |
| No contest      | 1           | 1           |

| Res.    | Cartel   | Oponente                | Método                                   | Evento                                          | Data                   | Round | Tempo | Local                              | Notas                                                                |
| ------- | -------- | ----------------------- | ---------------------------------------- | ----------------------------------------------- | ---------------------- | ----- | ----- | ---------------------------------- | -------------------------------------------------------------------- |
| Derrota | 32-6 (1) | Mamed Khalidov          | Finalização (chave de braço)             | KSW 27                                          | 17/05/2014             | 1     | 4:52  | Gdańsk                             |                                                                      |
| Vitória | 32-5 (1) | Dibir Zagirov           | Finalização (guilhotina)                 | Oplot Challenge 100                             | 15/02/2014             | 2     | 3:27  | Kharkov                            |                                                                      |
| Derrota | 31-5 (1) | Alexander Shlemenko     | Nocaute (socos)                          | Bellator 88                                     | 7 de fevereiro de 2013 | 2     | 2:39  | Duluth, Geórgia                    | Pelo Cinturão Peso Médio do Bellator                                 |
| Vitória | 31–4 (1) | Andreas Spang           | Decisão (unânime)                        | Bellator 69                                     | 18 de Maio de 2012     | 3     | 5:00  | Lake Charles, Louisiana            | Final do Torneio de Médios da Sexta Temporada do Bellator            |
| Vitória | 30–4 (1) | Vyacheslav Vasilevsky   | Decisão (unânime)                        | Bellator 66                                     | 20 de Abril de 2012    | 3     | 5:00  | Cleveland, Ohio                    | Semifinal do Torneio de Médios da Sexta Temporada do Bellator        |
| Vitória | 29–4 (1) | Norman Paraisy          | Decisão (unânime)                        | Bellator 61                                     | 16 de Março de 2012    | 3     | 5:00  | Bossier City, Louisiana            | Quartas de Final do Torneio de Médios da Sexta Temporada do Bellator |
| Vitória | 28–4 (1) | Douglas del Rio         | Nocaute Técnico (socos)                  | Apocalypse FC 1                                 | 8 de Outubro de 2011   | 1     | 1:15  | Passo Fundo, Rio Grande do Sul     |                                                                      |
| Derrota | 27–4 (1) | Antônio Braga Neto      | Finalização (kimura)                     | Amazon Forest Combat 1                          | 14 de Setembro de 2011 | 2     | 4:26  | Manaus, Amazonas                   |                                                                      |
| Vitória | 27–3 (1) | Julio Cesar Bilik       | Nocaute Técnico (socos)                  | Centurion MMA 2                                 | 9 de Julho de 2011     | 1     | 0:28  | Itajaí, Santa Catarina             |                                                                      |
| Vitória | 26–3 (1) | Gerald Harris           | Decisão (unânime)                        | UFC 123                                         | 20 de Novembro de 2010 | 3     | 5:00  | Auburn Hills, Michigan             |                                                                      |
| Vitória | 25–3 (1) | Wendres Carlos da Silva | Nocaute Técnico (socos)                  | Arena Gold Fights 2                             | 17 de Julho de 2010    | 1     | N/A   | Curitiba, Paraná                   |                                                                      |
| Vitória | 24–3 (1) | Daniel Ludtke           | Nocaute Técnico (joelhadas e socos)      | Match Point Sports Aquafit Fight Championship 2 | 09 de Outubro de 2009  | 1     | 0:52  | Pelotas, Rio Grande do Sul         |                                                                      |
| Vitória | 23–3 (1) | Ricardo Silva           | Nocaute Técnico (intervenção do médico)  | Blackout FC 3                                   | 5 de Setembro de 2009  | 1     | 0:12  | Balneário Camboriú, Santa Catarina |                                                                      |
| Vitória | 22–3 (1) | Arimarcel Santos        | Nocaute Técnico (socos)                  | WFC: Pozil Challenge                            | 01 de Agosto de 2009   | 1     | 2:26  | Gramado, Rio Grande do Sul         |                                                                      |
| Vitória | 21–3 (1) | Eli Reger               | Finalização (mata-leão)                  | Nitrix Show Fight 2                             | 16 de Maio de 2009     | 1     | 2:29  | Joinville, Santa Catarina          |                                                                      |
| Vitória | 20–3 (1) | Allan Froes             | Nocaute Técnico (socos)                  | Golden Fighters 1                               | 18 de Abril de 2009    | 1     | 2:15  | Novo Hamburgo, Rio Grande do Sul   |                                                                      |
| Vitória | 19–3 (1) | Nelson Martins          | Nocaute                                  | Floripa Fight 5                                 | 7 de Março de 2009     | 1     | N/A   | Florianópolis, Santa Catarina      |                                                                      |
| Derrota | 18–3 (1) | Daniel Ludtke           | Nocaute Técnico (socos)                  | Clube da Luta 1                                 | 21 de Dezembro de 2008 | 1     | 1:12  | Novo Hamburgo, Rio Grande do Sul   |                                                                      |
| Vitória | 18–2 (1) | Romulo Nascimento       | Nocaute (socos)                          | Paranagua Fight 2                               | 5 de Setembro de 2008  | 1     | 2:10  | Paranaguá, Paraná                  |                                                                      |
| Vitória | 17–2 (1) | Rodrigo Freitas         | Nocaute Técnico (socos)                  | Predador FC 11                                  | 6 de Julho de 2008     | 2     | 2:24  | Brasil                             |                                                                      |
| Vitória | 16–2 (1) | Edson Franca            | Nocaute Técnico (desistência após socos) | Predador FC 10: Kamae                           | 26 de Abril de 2008    | 2     | N/A   | São Paulo, São Paulo               |                                                                      |
| Vitória | 15–2 (1) | Josue Verde             | Nocaute Técnico (socos)                  | Floripa Fight 4                                 | 29 de Março de 2008    | 1     | 1:40  | Florianópolis, Santa Catarina      |                                                                      |
| Derrota | 14–2 (1) | Fábio Maldonado         | Nocaute Técnico (socos)                  | Predador FC 9: Welterweight Grand Prix          | 15 de Março de 2008    | 2     | 2:00  | São Paulo, São Paulo               |                                                                      |
| NC      | 14–1 (1) | Fabiano Scherner        | Sem Resultado                            | Desafio: Fight Show                             | 8 de Dezembro de 2007  | 1     | N/A   | Brasil                             |                                                                      |
| Vitória | 14–1     | Reinaldo Samurai        | Nocaute (soco)                           | Bage Open Fight                                 | 10 de Novembro de 2007 | 1     | 3:00  | Bagé, Rio Grande do Sul            |                                                                      |
| Vitória | 13–1     | Daniel Barbosa          | Nocaute (joelhadas e socos)              | Desafio: Fight Show                             | 8 de Setembro de 2007  | 1     | 1:40  | Pelotas, Rio Grande do Sul         |                                                                      |
| Vitória | 12–1     | Alex Moura              | Nocaute Técnico (socos)                  | Full Fight: Open Vale Tudo                      | 11 de Agosto de 2007   | 1     | 2:00  | Brasil                             |                                                                      |
| Vitória | 11–1     | Lucio Aguiar            | Nocaute (socos)                          | Storm Samurai                                   | 28 de Julho de 2007    | 1     | N/A   | Pelotas, Rio Grande do Sul         |                                                                      |
| Vitória | 10–1     | Leandro Gordo           | Nocaute (socos)                          | Desafio: Fight Show                             | 23 de Junho de 2007    | 1     | 0:15  | Florianópolis, Santa Catarina      |                                                                      |
| Vitória | 9–1      | Laerte Costa e Silva    | Nocaute Técnico (desistência após socos) | G1: Open Fight 3                                | 19 de Maio de 2007     | 1     | 4:30  | Curitiba, Paraná                   |                                                                      |
| Derrota | 8–1      | Fábio Maldonado         | Nocaute Técnico (socos)                  | Mariliense MMA Circuit 1                        | 18 de Maio de 2007     | 3     | 0:46  | São Paulo, São Paulo               |                                                                      |
| Vitória | 8–0      | Felipe Miranda          | Nocaute (socos e cotoveladas)            | Super Fight                                     | 11 de Abril de 2007    | 1     | 2:00  | Pelotas, Rio Grande do Sul         |                                                                      |
| Vitória | 7–0      | Silverio Bueno          | Nocaute (socos)                          | Paranaguá Fight 1                               | 24 de Março de 2007    | 1     | 0:42  | Paranaguá, Paraná                  |                                                                      |
| Vitória | 6–0      | Claudio Mattos          | Nocaute (socos)                          | Tsunamy 4                                       | 7 de Outubro de 2006   | 1     | 2:00  | Pelotas, Rio Grande do Sul         |                                                                      |
| Vitória | 5–0      | Rogerio Farias          | Nocaute (joelhadas e socos)              | Coliseu Fight                                   | 08 de Julho de 2006    | 1     | 4:00  | Pelotas, Rio Grande do Sul         |                                                                      |
| Vitória | 4–0      | Anderson Brito          | Nocaute (soco)                           | Tsunamy 3                                       | 09 de Abril de 2005    | 1     | 4:00  | Pelotas, Rio Grande do Sul         |                                                                      |
| Vitória | 3–0      | Josimar Lira Rodrigues  | Decisão (unânime)                        | Tsunamy 2                                       | 11 de Dezembro de 2004 | 1     | 15:00 | Pelotas, Rio Grande do Sul         |                                                                      |
| Vitória | 2–0      | Andre Rocha             | Nocaute Técnico (socos)                  | Camaqua Open Vale Tudo                          | 21 de Novembro de 2004 | 1     | 4:00  | Camaquã, Rio Grande do Sul         |                                                                      |
| Vitória | 1–0      | Guilherme Freitas       | Nocaute (joelhadas)                      | Piratini Fight                                  | 24 de Abril de 2004    | 1     | 3:30  | Piratini, Rio Grande do Sul        |                                                                      |